# Estación de Tamuín
Tamuín, originalmente llamada como Rodriguéz Guerrero, fue una estación de trenes que se encuentra en Estación Tamuín, San Luis Potosí. La estación está ubicada a 12 kilómetros al noroeste de Tamuín.

## Historia
La estación se edificó sobre la línea Chicalote-Tampico del antiguo Ferrocarril Central Mexicano, esto por medio de la concesión número 17 del 8 de septiembre de 1880. En 14 de febrero de 1878 se celebró un contrato con el señor Benigno Arriaga,  esto para la construcción del ferrocarril. En 12 de octubre de 1880, la legislatura del Estado de San Luis Potosí autorizó al ejecutivo del mismo, para traspasar la concesión del ferrocarril de Tampico a Tantoyuquita a la compañía o compañías que se organizaran al efecto. Esta línea fue inaugurada el 15 de abril de 1890.